# Marco Gerini
Marco Gerini, född 5 augusti 1971 i Rom, är en italiensk vattenpolomålvakt. Han ingick Italiens landslag vid olympiska sommarspelen 1996 och 2004.
Gerini spelade tre matcher i OS-turneringen 1996 i Atlanta där Italien tog brons.
Gerini ingick i det italienska laget som tog EM-guld 1995 i Wien.